# Erligheim
Erligheim település Németországban, azon belül Baden-Württembergben. Lakosainak száma 3127 fő (2023. december 31.). Erligheim Bönnigheim és Löchgau községekkel határos.

## Népesség
A település népessége az elmúlt években az alábbi módon változott:
| Lakosok száma | 1672 | 2837 | 2913 | 2896 | 3026 | 3127 |
|               | 1975 | 2017 | 2019 | 2021 | 2022 | 2023 |